# Lute
Lute – wieś w Polsce położona w województwie lubelskim, w powiecie janowskim, w gminie Modliborzyce.
| SIMC    | Nazwa      | Rodzaj    |
| ------- | ---------- | --------- |
| 0799687 | Luciniec   | część wsi |
| 0799693 | Stara Wieś | część wsi |

## Krótki opis
Wieś szlachecka  położona była w drugiej połowie XVI wieku w powiecie urzędowskim województwa lubelskiego. W latach 1975–1998 miejscowość administracyjnie należała do województwa tarnobrzeskiego. Według Narodowego Spisu Powszechnego (2011) liczyła 220 mieszkańców i była jedenastą co do wielkości miejscowością gminy Modliborzyce. Miejscowa ludność wyznania katolickiego przynależy do Parafii św. Stanisława w Modliborzycach.

## Historia
Pierwsze wzmianki na temat miejscowości pochodzą już z roku 1563. Wioska została założona na gruntach należących do rodziny Dłutów. Najprawdopodobniej w 1626 r. była w posiadaniu braci Chobrzańskich. Na początku XVIII w. wieś stała została włączona do dóbr modliborskich będących w tym czasie w posiadaniu rodziny Nahoreckich. Istnieją informacje potwierdzające że wieś dotknęła wojna północna. W 1717 r. wieś składała się jedynie z 7 gospodarstw. Źródła podają, że chłopi zamieszkujący Lute byli uciskani przez właściciela wsi - Nahoreckiego w wyniku czego popadli w niedostatek. W 1748 r. uległ spaleniu dworek znajdujący się na terenie miejscowości. Po kilku latach wieś powiększyła się gdyż podwoiła się niemal dwukrotnie liczba włościan. W tym czasie część wsi należała do Bielskich. W XVII w. istniał we wsi karczma i stawy rybne. Na początku XIX wieku były także barcie pszczele oraz młyn z foluszem. Kiedy wygasł ród Nahoreckich wieś przeszła w ręce Wiercieńskich około 1808 r, a następnie w posiadanie rodziny Malhomme’ów. Natomiast ostatnim właścicielem Lutego był ród Feręzowiczów. W wyniku parcelacji przeprowadzonej w 1881 r. działki zakupili głównie osadnicy pochodzący z Galicji. Pod koniec XIX wieku wieś liczyła wraz z powstałą kolonią ponad 389 mieszkańców.
Według danych statystycznych z 1921 r. wieś zamieszkiwana była przez 428 osób w 70 domostwach. Przed II wojną światową na terenie wsi powstała szkoła oraz działało Koło Młodzieży Wiejskiej. Na początku wiosny 1943 r. Niemcy przyprowadzili działania represyjne na mieszkańcach wsi. Po wojnie we wsi powstały 2 cegielnie oraz jednostka straży pożarnej.

## Części wsi
Kopaniny – część wsi Lute, powstała najprawdopodobniej przed I wojną światową. W 1921 r. liczyły 9 domów i 51 mieszkańców.